# Pseudagrion emarginatum
Pseudagrion emarginatum là một loài chuồn chuồn kim trong họ Coenagrionidae.
Loài này được xếp vào nhóm loài không bị đe dọa trong sách Đỏ của IUCN năm 2009.
Pseudagrion emarginatum is in 1893 voor het eerst wetenschappelijk beschreven bởi Karsch.